# Czarzły
Czarzły – drugi album zespołu Post Regiment, został wydany w 1996 przez wytwórnię QQRYQ. Materiał nagrano w maju 1996 w studiu Winnicjusza Chrósta w Sulejówku. Muzyka: Post Regiment. Teksty: Post Regiment, Amoniak, Maria Pawlikowska-Jasnorzewska, Dariusz "Tolek" Gracki", Rafał "Krzyżak" Krzyżewski, Anatol Stern oraz zespół Tragiedia.

## Lista utworów
| Nr  | Tytuł utworu        | Długość |
| --- | ------------------- | ------- |
| 1.  | „Korzeń”            | 0:44    |
| 2.  | „Znów”              | 2:24    |
| 3.  | „Wielki las”        | 1:40    |
| 4.  | „Getto”             | 2:56    |
| 5.  | „Dość”              | 2:52    |
| 6.  | „Szyby”             | 2:11    |
| 7.  | „Shit and Show”     | 1:58    |
| 8.  | „Brumby”            | 2:01    |
| 9.  | „Stado”             | 2:00    |
| 10. | „After”             | 1:24    |
| 11. | „Skąd ty mieszkasz” | 3:20    |
| 12. | „Kurewska”          | 2:00    |
| 13. | „Norma”             | 3:04    |
| 14. | „Rodzina”           | 2:13    |
| 15. | „Kiedy krzyczę”     | 2:09    |
| 16. | „Krowy”             | 1:14    |
| 17. | „Kolory”            | 4:34    |
|     |                     | 38:44   |

## Skład
- Rafał „Rolf” Biskup – gitara basowa, śpiew
- Maksymilian „Max” Gralewicz – perkusja, śpiew
- Jarosław „Smok” Smak – gitara, śpiew
- Dominika „Nika” Domczyk – śpiew